# Robert Martin (activista)
Robert Martin (Whanganui, Nueva Zelanda, 1957-Whanganui, 30 de abril de 2024) fue un activista neozelandés de derechos de las personas con discapacidad de Nueva Zelanda que promovió el movimiento internacional de autogestión y estuvo implicado en el proceso que dio lugar a la creación de la Convención sobre los Derechos de las Personas con Discapacidad de Naciones Unidas. Martin fue un miembro  del Comité de los derechos de las personas con discapacidad (2017-2020). También fue miembro de la Orden del Mérito de Nueva Zelanda.

## Primeros años
Martin nació en la ciudad neozelandesa de Whanganui. El parto se complicó y Martin nació con daño cerebral. Siendo un bebé, fue enviado a una colonia para personas con discapacidad intelectual, que actualmente se conoce como Kimberley Center.
Aparte de breves periodos viviendo con su familia y un intento fallado de acogimiento familiar, Martin pasó su infancia en instituciones bajo tutela del estado. Entre las instituciones en las que vivió, están el hospital psiquiátrico Lake Alice y la Campbell Park School. En su biografía, Martin describe las condiciones inhumanas y abusos de estas instituciones, de las que más tarde hará campaña con el objetivo de cerrarlas.

## Carrera
En 1972 Martin salió de estas instituciones y volvió a Whanganui. Por un breve tiempo vivió con su madre y padre, pero la relación estuvo marcada por la violencia e infelicidad. Durante varios años, Martin vivió y trabajó en IHC New Zealand, una organización que promueve la protección y autogestión de las personas con discapacidad intelectual en Nueva Zelanda. Durante este periodo, empezó a aprender de forma autodidacta, a menudo gracias a libros que robaba. Martin acabó involucrado en actividades para acabar con las barreras existentes para las personas con dificultades de aprendizaje, incluyendo protestas o a través de la no cooperación con personas cuidadoras. Martin organizó una huelga de personas con discapacidad intelectual que trabajaban en una granja.
Cuando tenía veintitantos años, Martin tuvo un rol como líder en la organización por los derechos de las personas con discapacidad llamada People First. Estuvo a cargo de la oficina regional y nacional y en 1993 viajó a Canadá para representar a Nueva Zelanda en la conferencia People First. Poco después, Martin participó en una publicación sobre autogestión titulada "The Beliefs, Values and Principles of Self-Advocacy".
En los años 90, Martin fue nombrado como un autogestor itinerante en Nueva Zelanda. Su rol fue promover la autogestión entre personas con discapacidad y hacer campaña para que fuera posible la salida de personas con discapacidad intelectual de instituciones para integrarse en la comunidad.
Martin también viajó al extranjero a menudo para promover la autogestión a través de la organización Inclusion International. Se convirtió en miembro del consejo de Inclusion International y en 2003 fue elegido como representante de Inclusion International por el Comité de Naciones Unidas "para considerar propuestas para una convención internacional comprensible e integral para promover y proteger los derechos y dignidad de las personas con discapacidad". Por un tiempo, Martin fue la única persona con discapacidad del desarrollo involucrada en procesos de Naciones Unidas. Participó especialmente en debates sobre el estado de las familias (Preámbulo X de la Convención) y el derecho de las personas con discapacidad a vivir en la comunidad (Artículo 19).

## Vida personal
En el 2008, se le designó miembro de la  Orden del Mérito de Nueva Zelanda. En 2014, se publicó una biografía de Martin y un documental de televisión. Existe también el Premio para Líderes Autogestores Robert Martin, otorgado por él mismo en una conferencia anual en Australia a la autogestora o el autogestor que le impresione más. Martin vivió en Whanganui con su mujer Lynda.